# Sonsón
Sonsón este un municipiu din departamentul Antioquia, Columbia.